# 후지어
《후지어》(영어: Hoosiers, 일부 국가에서는 영어: Best Shot)는 1986년 개봉한 미국의 스포츠 드라마 영화이다. 데이비드 앤스파의 감독 데뷔작이며, 앤절로 피초가 각본을 맡았다.
1987년 데니스 호퍼가 제59회 아카데미상 남우 조연상 후보에 올랐다.
2001년 미국 국립영화등기부에 등재되었다.

## 줄거리
1951년, 불같은 성미를 지녀 선수를 폭행하고 대학 농구 감독을 금지당한 노먼 데일은 오랜 친구가 교장으로 재직 중인 인디애나주 시골 고등학교의 농구팀 허스커스 감독으로 부임해 주 선수권 대회 우승을 노린다. 그러나 성질을 죽이지 못한 노먼은 선수진과 갈등하고, 동료 교사는 허스커스 주력 선수가 이 마을에서 탈출하기를 바래 농구 대신 학업에 전념하길 원한다. 알코올 의존증인 전 허스커스 선수를 코치로 기용한 노먼은 마을 주민들의 반발에 부딪히고, 급기야 주민들은 노먼을 감독직에서 쫓아내려고 한다.

## 출연진
- 진 해크먼
- 바버라 허시
- 데니스 호퍼
- 셰브 울리
- 펀 퍼슨스
- 첼시 로스

## 기타 제작진
- 협력 제작: 그레이엄 헨더슨
- 미술: 데이비드 니컬스